# Leonard Meredith
Leonard Meredith em 1908

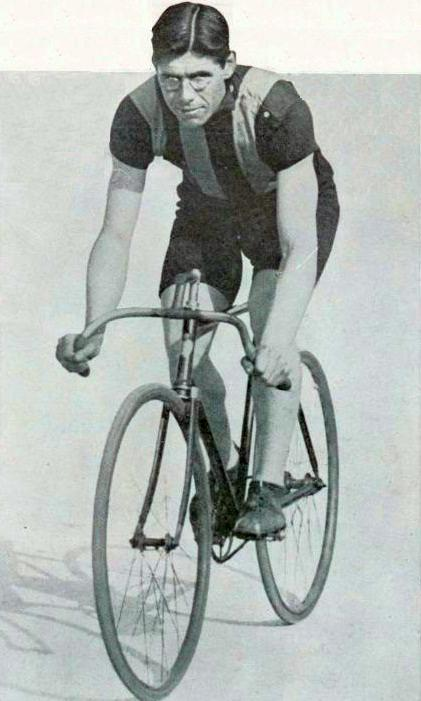
Leon Meredith, campeão olímpico de perseguição por equipas aos JJOO de Londres em 1908

Leonard Meredith (nascido em 2 de fevereiro de 1882 em Londres e falecido em 27 de janeiro de 1930 em Davos) foi um ciclista britânico. É sobretudo sete vez campeão do mundo de meio-fundo entre 1904 e 1913. Durante os Jogos Olímpicos de 1908 em Londres, consegue a medalha de ouro em perseguição por equipas para o seu primeiro aparecimento nos Jogos, com Ernest Payne, Benjamin Jones e Clarence Kingsbury. Quatro anos mais tarde nos Jogos de 1912 em Estocolmo leva a medalha de prata da carreira em estrada por equipas, junto com Freddie Grubb, Charles Moss e William Hammond. Participa uma última vez nos Jogos Olímpicos em 1920 em Antuérpia onde toma a décimo oitavo lugar da carreira em estrada.

## Palmarés

### Jogos Olímpicos
- Londres 1908
  -  Campeão olímpico de perseguição por equipas (com Ernest Payne, Benjamin Jones, Clarence Kingsbury)
- Estocolmo 1912
  -  Medalha de prata da carreira em estrada por equipas
- Estocolmo 1920
  - 18.º da carreira em estrada

### Campeonatos mundiais
- Londres 1904
  - Campeão do mundo de meio-fundo
- Amberes 1905
  - Campeão do mundo de meio-fundo
- Paris 1907
  - Campeão do mundo de meio-fundo
- Leipzig 1908
  - Campeão do mundo de meio-fundo
- Copenhaga 1909
  - Campeão do mundo de meio-fundo
- Roma 1911
  - Campeão do mundo de meio-fundo
- Berlim 1913
  - Campeão do mundo de meio-fundo